# León B. Postigo
León B. Postigo es un municipio de Tercera Clase de la provincia en Zamboanga del Norte, Filipinas. De acuerdo con el censo del 2000, tiene una población de 19.550 en 3.802 hogares. 

## Barangayes
León B. Postigo está dividida políticamente en 18 barangayes.
| - Bacungan (Población.) - Bogabongan - Delusom - Mangop - Manil - Mawal - Midatag - Morob - Nasibac | - Rizon - Santa María - Sipacong - Talinga - Tinaplan - Tiniguiban - Tinuyop - Tiogan - Titik |